# 再処理ウラン
再処理ウラン（さいしょりウラン、Reprocessed uranium, RepU）は使用済み核燃料の再処理によって得られるウランを指し、回収ウランともいう。由来としては英仏日の再処理工場で生産される商業的なものと、核保有国における軍事用プルトニウム生産の副産物として生産されるものがある。商業用軽水炉の使用済み核燃料は、その重量の96%がウランであり、プルトニウムやマイナーアクチニド、核分裂生成物はわずか4%ほどに過ぎない（被覆材を除く）。しかし、再処理ウランの再利用は、ウラン市況が低迷しておりコスト面で不利なことと、好ましくないウラン同位体（特にウラン236）を含むことから進んでいない。
| 同位体    | 割合      | 特徴 |
| --------- | --------- | --- |
| ウラン238 | 98.5%     | 核原料物質（中性子照射によりプルトニウム239に変化）                                                       |
| ウラン237 | 0%        | 0.001%含まれるが半減期が1週間と短い。 娘核種のネプツニウム237は水溶性かつ長寿命のため、地層処分が難しい。 |
| ウラン236 | 0.4%-0.6% | 核分裂性がなく、核原料にもならない迷惑物質。反応度に影響する。                                            |
| ウラン235 | 0.5%-1.0% | 核分裂性物質                                                                                              |
| ウラン234 | >0.02%    | 核原料物質（中性子照射によりウラン235に変化）であるが、反応度が異なる。                                   |
| ウラン233 | 微量      | 核分裂性物質                                                                                              |
| ウラン232 | 微量      | 娘核種のタリウム208が強力なガンマ線源であるため、取り扱いが困難。                                         |

天然ウランの価格が上昇し、十分価格が高くなれば、再処理ウランを濃縮・再利用する道が開かれる。ただし、濃縮の際に核分裂反応に寄与しないウラン236も濃縮されてしまうため、適切な反応度を確保するために濃縮度を高めなければならないという問題もある。一方で、高速増殖炉が商業利用に入れば、劣化ウランや再処理ウランはプルトニウム生産のための燃料ブランケットに活用できる。ただし、2018年8月現在ではウラン市況は低迷しており、ウラン精錬プラント等が長期操業休止に入るなど、再処理ウランの利用はコスト的に見合わない状況が続いている。
CANDU炉で再処理ウランを活用する研究も進められている。CANDU炉は天然ウランを燃料として使用するが、使用済み核燃料には天然ウラン（0.72% 235U）よりも高濃度のウラン235が含まれるため、再濃縮の必要がない。核燃料サイクルとして、DUPIC（Direct Use of spent PWR fuel In CANDU, CANDU炉における使用済み加圧水型炉燃料の直接利用）も検討されている。これは加圧水型炉の使用済み核燃料を、CANDU炉の燃料集合体に物理的に再加工する（化学的な処理を行わず、単に小片に切り分ける）だけで再利用するものである。その他、再処理ウランと劣化ウランと混合してウラン235濃度を高め、天然ウラン相当として利用する天然ウラン等価燃料の実用化も進められている。